# Monodiadema
Monodiadema is een geslacht van uitgestorven zee-egels uit de familie Heterodiadematidae.

## Soorten
- Monodiadema cotteaui de Loriol, 1890 † Oxfordien, Portugal, Tunesië.
- Monodiadema libyca (Peron & Gauthier, 1883) † Kimmeridgien, Algerije.
- Monodiadema somaliensis (Currie, 1925) † Bathonien-Callovien, Somalië.